# マリーナ・サウス・ピア駅
マリーナ・サウス・ピア駅（NS28:Marina South Pier MRT Station）は、シンガポールにある、MRT南北線の駅。2014年11月23日開業。

## 歴史
駅名は元々「マリーナ・ビュー」であったが、「マリーナ・ビュー」の名称が2009年に他の開発計画で使われたため、「マリーナ・ピア」に改名された。その後、2011年に最終的に「マリーナ・サウス・ピア」と決定された。工事は2009年から始まり、契約者はSamsung C&T Corporation、総工費はS$3.6億シンガポールドルであった。

## 駅構造
| L1 | 地上                       | マリーナ・サウス・ピア, マリーナ・クルーズ・センター |
| B1 | コンコース                 | 改札, きっぷ売り場, 駅事務所                         |
| B2 | ホームA                    | 南北線 ジュロン・イースト行 (←)                      |
| B2 | 島式ホーム, ドアは左に開く |                                                      |
| B2 | ホームB                    | 南北線 ジュロン・イースト行 (←)                      |

ホームBは車庫行きである。

## 出口
- A: マリーナ・サウス・ピア
- B: マリーナ・クルーズ・センター (屋根付き歩道で600m先)

## 接続

### MRT
| 行先                    | 始発    | 始発 | 始発   |  | 最終    |
| ----------------------- | ------- | ---- | ------ |  | ------- |
|                         | 月 – 土 |      | 日・祝 |  | 毎日    |
| 南北線                  |         |      |        |  |         |
| NS1ジュロン・イースト行 | 6:00am  |      | 6:28am |  | 11:15pm |
| NS10アドミラルティ行    | –       |      | –      |  | 12:05am |